# Azamara Cruises
Azamara Cruises (ehemals Azamara Club Cruises) ist ein Kreuzfahrtunternehmen, das aktuell vier Kreuzfahrtschiffe betreibt: die Azamara Quest, die Azamara Journey, die Azamara Pursuit und die Azamara Onward. Das Unternehmen ist eine Tochtergesellschaft von Sycamore Partners. Bis 2021 gehörte es zur Royal Caribbean Group.

## Geschichte
Das Unternehmen wurde 2007 gegründet und 2009 zunächst in Azamara Club Cruises umbenannt. Inzwischen tritt es wieder unter dem Namen Azamara Cruises auf. Die Schiffe wurden von 2012 bis 2013 bzw. 2018 umfassend renoviert.
Azamara Cruises betreibt zurzeit vier Schiffe. Sie gehören zur acht Schiffe umfassenden R-Klasse, die zwischen 1997 und 2001 für Renaissance Cruises gebaut wurden. Die Azamara Quest und Azamara Journey wurden beide im Jahr 2000 unter den ursprünglichen Namen R Six und R Seven in Dienst gestellt. Im März 2018 wurde außerdem die Adonia von P&O Cruises übernommen und in Azamara Pursuit umbenannt.
Im Januar 2021 gab Royal Caribbean bekannt, Azamara Cruises im ersten Quartal 2021 an Sycamore Partners zu verkaufen. Der Verkauf wurde im März 2021 vollzogen. Außerdem wurde der Erwerb eines weiteren Schiffes, der bisherigen Pacific Princess, bekanntgegeben. Das im März 2021 übernommene Schiff ist ein Schwesterschiff der übrigen Schiffe der Flotte. Das zunächst in P Prince umbenannte Schiff erhielt im Frühjahr 2022 den Namen Azamara Onward.

## Flotte

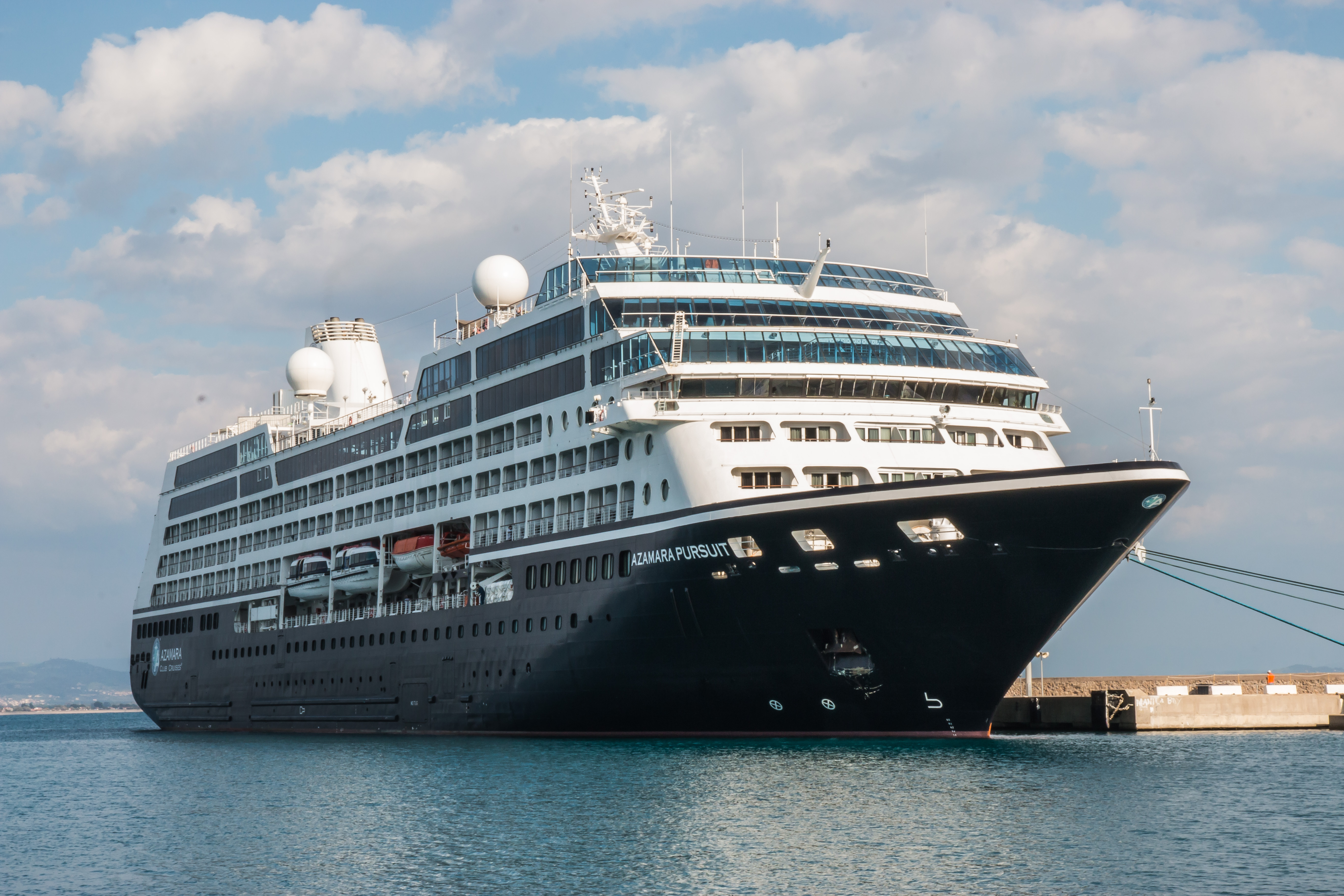
Die Azamara Pursuit

Jedes der Schiffe kann aufgrund seiner Klassenzugehörigkeit maximal 686 Passagiere befördern. Alle Schiffe fahren unter der Flagge Maltas. Azamara Cruises bietet mit den Schiffen weltweit Kreuzfahrten an.
| Schiff          | Baujahr | Bauwerft                  | Übernahme durch Azamara | BRZ        | Bemerkungen                                                  |
| --------------- | ------- | ------------------------- | ----------------------- | ---------- | ------------------------------------------------------------ |
| Azamara Journey | 2000    | Chantiers de l’Atlantique | 2007                    | 30.277 BRZ | Vorherige Namen Blue Dream, R Six.                           |
| Azamara Quest   | 2000    | Chantiers de l’Atlantique | 2007                    | 30.277 BRZ | Vorherige Namen Blue Moon, Delphin Renaissance, R Seven.     |
| Azamara Pursuit | 2001    | Chantiers de l’Atlantique | 2018                    | 30.277 BRZ | Vorherige Namen R Eight, Minerva II, Royal Princess, Adonia. |
| Azamara Onward  | 1999    | Chantiers de l’Atlantique | 2021                    | 30.277 BRZ | Vorherige Namen R Three, Pacific Princess, P Prince.         |